# Distanzbild
Distanzbilder sind die bildliche Darstellungen von Entfernungen einer ganzen Szene. Dies im Gegensatz zu normalen Bildern, die Graustufen oder Farbwerte der Objekte darstellen, oder auch Temperaturbilder (Darstellung von Oberflächentemperaturen) oder Falschfarbbilder (z. B. Infrarotbilder).
Distanzbilder werden vornehmlich in der Technik für die Vermessung oder Steuerung gebraucht.  Sie können durch verschiedenste technische Systeme errechnet werden: 

## Echtzeitsysteme
- Stereosysteme: die Umgebung wird mit zwei Kameras aufgenommen (Stereofotogrammetrie) und über Korrelationsfunktionen die Distanz zu Objekten berechnet;
- Triangulationssysteme: eine Lichtquelle bildet ein bestimmtes Muster auf das Objekt ab. Eine Kamera nimmt dieses Muster aus einem anderen Blickwinkel auf und berechnet aus der Verzerrung die Distanz;
- TOF-Kameras, welche über Laufzeitmessung des Lichtes auf die Distanz rückschließen.

## Scannende Systeme
- Laserscanner, bei dem über einen modulierten Laserstrahl (siehe Laufzeitmessung) die Entfernung für einen Punkt gemessen wird. Danach wird der Laser über Spiegel um ein kleines Stück abgelenkt und der nächste Punkt gemessen. So baut sich nach und nach das Bild auf.